# Jón Árnason (folkloriste)
Pour les articles homonymes, voir Jón Árnason.
Jón Árnason (né le 17 août 1819 à Hof, mort le 4 septembre 1888 à Reykjavik) est un folkloriste islandais, auteur, bibliothécaire et directeur de musée, qui a rassemblé la première collection de contes populaires islandais.

## Biographie
Jón Árnason fréquente d'abord le lycée de Bessastaðir.
De 1848 à 1887, il est le premier bibliothécaire de ce qui deviendra la  Bibliothèque nationale islandaise à Reykjavík, . Il est  aussi le premier bibliothécaire de la branche islandaise de la Société de Littérature islandaise, et le premier conservateur du Forngripasafns Íslands (Collection des antiquités d'Islande) à sa création en 1863. Pendant longtemps, il s'occupe à la fois du musée et de la bibliothèque.
Il complète son faible salaire en travaillant comme secrétaire de l'évêque, ainsi que comme professeur et conservateur de la bibliothèque de l'école de latin, qui avait été déplacée à Reykjavik.

## Contes populaires et autres publications
Inspiré par les Contes de Grimm, il commence à collecter et à transcrire des contes populaires, en compagnie de son ami Magnús Grímsson, maître d'école et plus tard pasteur. Leur premier recueil, Íslenzk Æfintýri (Contes populaires islandais) paraît en 1852, mais attire peu l'attention. Grímsson et lui ne se remettent à leur collecte qu'après que Konrad von Maurer, historien allemand et spécialiste de la littérature islandaise, les encourage lors de son voyage dans le pays en 1858, . Après la mort de Grímsson en 1860, Jón Árnason complète le recueil tout seul. Il est publié en 2 volumes en 1862, et en 1864 à Leipzig avec l'aide de Maurer, sous le titre de Íslenzkar Þjóðsögur og Æfintýri (Contes populaires et légendes d'Islande) ; l'ouvrage fait plus de 1300 pages. De 1954 à 1961 il est réédité à Reykjavik en 6 volumes.
Jón et Magnús ont manqué de temps et de moyens pour beaucoup voyager afin de rassembler des contes, et ont dû s'appuyer sur des élèves et sur d'autres contacts qui leur ont transmis des contes retranscrits. Tout comme Jón, ils ont pu retoucher l'expression. Toutefois, les modifications qu'on sait avoir été apportées sont légères, et l'admiration universelle pour le style de la saga, comme la différence relativement faible dans le niveau d'éducation et les classes sociales en Islande, rendaient les goût stylistiques moins divergents dans ce pays qu'ailleurs en Europe au XIXe siècle.
Jón Árnason a aussi écrit des biographies : celles de Martin Luther (1852), de Charlemagne (1853), et de Sveinbjörn Egilsson.

## Vie familiale
Jón s'est marié tard ; sa femme s'appelait Katrín Þorvaldsdóttir Sívertsen et était originaire de Hrappsey ; ils ont eu un fils, mort jeune. Lui-même meurt d'une longue maladie, dans sa 70e année.

## Publications
- Jón Árnason et Magnús Grímsson (Ed.) Íslenzk Æfintýri. Reykjavík, 1852.
- Jón Árnason. Íslenzkar Þjóðsögur og Æfintýri. 2 vols. Leipzig: J.C. Hinrichs, 1862, 1864.
- Jón Árnason. Ágrip af æfisögu Dr. Marteins Lúters. Reykjavík, 1852. OCLC 52435258
- Jón Árnason. Sagan af Karlamagnúsi keisara. Copenhague, 1853. OCLC 264953221

## Sources
- (en) Cet article est partiellement ou en totalité issu de l’article de Wikipédia en anglais intitulé « Jón Árnason (author) » (voir la liste des auteurs).